# مدراش هاجادول
مدراش هاجادول أو المدراش العظيم (بالعبرية: מדרש הגדול) هو كتاب مدراش آقادي يتوسع في روايات التوراة، كتبه داود بن عمرام العدني اليمني (في القرن الرابع عشر).
تم تجميع محتوياته من التلمود الفلسطيني والتلمود البابلي ومن الأدب المدراشي الأقدم ذو الأصل التانيتي. ويستعير جامع المدراش هذا اقتباسات من الترجوم، ومن موسى بن ميمون، وكتابات القبالة اليهودية، وآفوت للحاخام ناتان، وبشيكتا راباتي، وبشيكتا دي راف كاهانا، وبيرك الحاخام اليعازر، ومشنات الحاخام اليعازر وهو في هذا الجانب فريد من نوعه بين مجموعات المدراش المختلفة.
وقد حظي هذا العمل الفريد باهتمام شعبي في أواخر القرن التاسع عشر من خلال جهود يعقوب سفير، وسليمان شيشتر، وديفيد هوفمان، وهو أكبر مجموعات المدراش. ويضم مادة مدراشية لا توجد في أي مصادر أخرى، مثل جزء من مخيلتا الحاخام شمعون بن يوشاي. وعثر فيه على معظم مخيلتا الحاخام شمعون بن يوشاي، والتي لم تكن متاحة سوى في مخطوطات متناثرة ومجزأة. استخدم العلماء مدراش هاجادول، إلى جانب المخطوطات المجزأة الأخرى الموجودة، لإعادة بناء ميخيلتا القديمة. يحتوي مدراش هاجادول على ما يعتبر نسخ أصح من مقاطع تلمودية ومدراشية معروفة سابقًا.

## الاكتشاف والنشر
تنبه العلماء اليهود إلى وجود مدراش هاجادول لأول مرة على يد يعقوب سفير، الذي ذكر في كتابه Even Sapir (1866) أنه رأى مخطوطة له في حوزة حاخام اليمن الأكبر. ونُقلت ملاحظاته حول "الاكتشاف" عند Fish (1940)، الذي وصف عملاً عن التوراة بأكملها يحتوي على "ضعف ما لدينا المدراش الحاخامي". ولكن في حين أن هذه المجموعة كانت جديدة بالنسبة لليهود الأوروبيين، فمن المحتمل أنها كانت معروفة جيدًا لليهود اليمنيين.

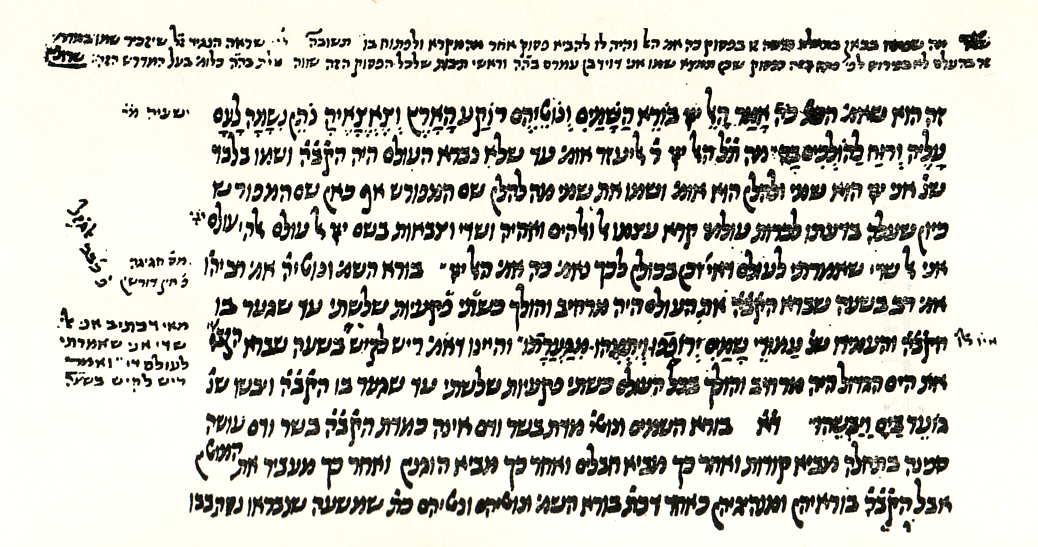
صفحة مخطوطة من مدراش هاجادول عن سفر التكوين.

تم نشر مدراش هاجادول عن سفر التكوين لأول مرة على يد سليمان شيشتر (Solomon Schechter) في عام 1902. تم نشر جزء كبير من مدراش هاجادول عن سفر الخروج بعد ذلك على يد ديفيد هوفمان ( David Zvi Hoffmann) في عام 1913. ولاحقاً تم نشر مدراش هاجادول عن سفر العدد على يد الباحث فيش (S. Fisch ) في عام 1940 بأسلوب يسهل الوصول إليه أكثر من الجهود السابقة، والتي كانت موجهة أساساً للأكاديميين. الإصدارات الأحدث التي رتبها Strack & Stemberger (1991) هي تلك الي عن سفر التكوين والخروج أعدها M. Margulies (1967)، وعن سفر اللاويين على يد EN Rabinowitz (1932) و Adin Steinsaltz (1975)، وعن سفر العدد على يد EN Rabinowitz (1973)، وعن سفر التثنية على يد Fisch (1972). كما أصدر موساد هاراف كوك في القدس طبعة من خمسة مجلدات.

## المؤلف
بحسب الباحث Higger (1934)، يعود تاريخ الكتاب إلى أواخر القرن الرابع عشر. وثمة مناقشة حول تأليفه في Fish (1940)، حيث راجع الأدلة الداعمة للآراء الثلاثة السائدة آنذاك فيما يتعلق بتأليف مدراش هاجادول، بشكل مختلف أنه من عمل الحاخام أبراهام بن موسى بن ميمون، الذي الرأي يتبع رأي يحيى صلاح (وهو رأي خالفته الأجيال اللاحقة)، أو أنه من جمعه هو داود بن عمرام العدني.
بعد استبعاد احتمال موسى بن ميمون، ومراجعة بعض العوامل المقنعة لصالح المؤلفين الآخرين المحتملين، يقدم فيش Fish (1940) فرضية تصالحية مفادها أن تأليفه كان باللغة العربية اليهودية على يد أبراهام ابن موسى ميمون ثم ترجمه ديفيد العدني إلى العبرية.
وفي حين يقدم فيش تفسيرات محتملة لكيفية "ضياع" العمل، على افتراض أن المؤلف هو أبراهام ابن موسى ابن ميمون في مصر ، ثم أعيد اكتشافه في اليمن، فإن الباحثان Strack & Stemberger (1991) يجدان الإسناد إلى أبراهام "ضعيف التوثيق للغاية"، وذكران أن العلماء المعاصرين ينسبون العمل بأكمله بشكل موحد تقريبًا إلى داود بن عمرام العدني. ويقر الباحث فيش بذلك أيضًا في مقالته حول هذا الموضوع في الموسوعة اليهودية.
تم إحضار المخطوطة الأولى من اليمن إلى القدس ثم إلى برلين في عام 1878 على يد يعقوب سفير، وأصبح هذا المدراش فيما بعد موضوعًا لاهتمام كبير من العلماء. يوجد حاليًا ما يقرب من مائتي مخطوطة له في مجموعات عبرية عامة وخاصة، وفقًا لكتالوج معهد المخطوطات العبرية (Institute of Microfilmed Hebrew Manuscripts).
يحتوي مدراش هاجادول على مواد من مخيلتا الحاخام شمعون بن يوشاي، وسيفري زوتا، وميكيلتا لو سيفر ديفاريم، ومخيلتا الحاخام إسماعيل، وسيفري، ومصادر مدراشية أخرى غير معروفة. كما يستفيد المدراش من أعمال موسى بن ميمون وإسحاق الفاسي، والعديد من الكتابات الجاءونيم، لكن لم يتم الاستشهاد بالمصادر مطلقًا، وهي سمة فريدة لهذا المدراش. حيث يتم دمج كل هذه المصادر المختلفة بطريقة تجعل المنتج النهائي بمثابة إبداع أدبي جديد لا يمكن في كثير من الأحيان التمييز بين المكونات الأصلية فيه بشكل قاطع.
جرت الإشارة إلى "مدراش هجادول الذي تم إحضاره من عدن " عندجوزيف شاليط ريكيتي في سفر شوشمات هميشكان (1676) ، لكن من غير المعروف ما إذا كان هذا هو نفس مدراش هجادول المشار إليه أم غيره.

## فهرس
- Midrash Haggadol on the Pentateuch: Numbers (Hebrew)، لندن: HaChinuch، 1957
- Midrash Haggadol on the Pentateuch: Numbers (English)، لندن: Manchester University Press، 1940.
- "The Midrash ha-Gadol to Leviticus"، Jewish Quarterly Review، ج. 25، ص. 161–170، 1934، DOI:10.2307/1451712، JSTOR:1451712
- Box، G. H. (1920)، A Short Survey of the Literature of Rabbinical and Mediæval Judaism، New York: Burt Franklin {{استشهاد}}: الوسيط |author1= مفقود (مساعدة)
- Stemberger، G. (1991)، Introduction to the Talmud and Midrash، إدنبرة: T&T Clark، ISBN:978-0-8006-2524-5 {{استشهاد}}: الوسيط |author1= مفقود (مساعدة)

## روابط خارجية
- مدراش هاجادول (عن سفر الخروج) ، برلين 1914
- مدراش هجادول (عن كتاب الأرقام) ، مانشستر 1940